# Euonychophora
Ordre
Répartition géographique
- Famille des Peripatidae
- Famille des Peripatopsidae

Les Euonychophora (Onychophores vrais) sont un ordre  d'Onychophora représentant l’ensemble des onychophores actuels. Tous les autres onychophores connus appartiennent à l’ordre fossile des Ontonychophora.

## Description
Leurs lobopodes (pieds) possèdent une paire de griffes et un coussinet, et sont couverts de pustules.

## Liste des familles
Selon ITIS (mai 2017) :
- Peripatidae Evans, 1902 (incluant le genre fossile Cretoperipatus)
- Peripatopsidae Bouvier, 1907

## Publication originale
- (en) George Evelyn Hutchinson, « Restudy of some Burgess shale fossils », Proceedings of the United States National Museum, Washington, Inconnu, vol. 78, no 2854,‎ 1930, p. 1–24 (ISSN 0096-3801 et 2377-6560, OCLC 1259735, DOI 10.5479/SI.00963801.78-2854.1, lire en ligne).